# Bornholm (dokumentarfilm fra 1933)
 For alternative betydninger, se Bornholm (flertydig). (Se også artikler, som begynder med Bornholm)
Bornholm er en dansk dokumentarfilm fra 1933.

## Handling
Rundtur til byerne på Bornholm, naturoptagelser og seværdigheder samt sildefiskeri og røgning.